# 四溴化锆
四溴化锆是一种无机化合物，化学式为ZrBr4，它是无色固体，可用于制备其它含Zr–Br键的化合物。

## 制备及性质
四溴化锆可由二氧化锆和溴的碳热反应制得：
ZrO2  +  2 C +  2 Br2   →   ZrBr4  +  2 CO
它也可以通过和三溴化硼的卤素交换反应制得：
3 ZrCl4  +  4 BBr3  →  3 ZrBr4  +  4 BCl3

## 反应
四溴化锆的化学性质和四氯化锆十分相似，其化学性质活泼，可以和水反应，得到ZrOBr2。
四溴化锆可以被金属锆或铝还原，生成三溴化锆。
{\displaystyle \mathrm {3\ ZrBr_{4}+Zr\longrightarrow 4\ ZrBr_{3}} }
{\displaystyle \mathrm {3\ ZrBr_{4}+Al\longrightarrow 3\ ZrBr_{3}+AlBr_{3}} }